# 1875 au Canada
Pour un article plus général, voir Chronologie du Canada.
Cet article traite des événements qui se sont produits durant l'année 1875 au Canada.

## Événements

### Politique

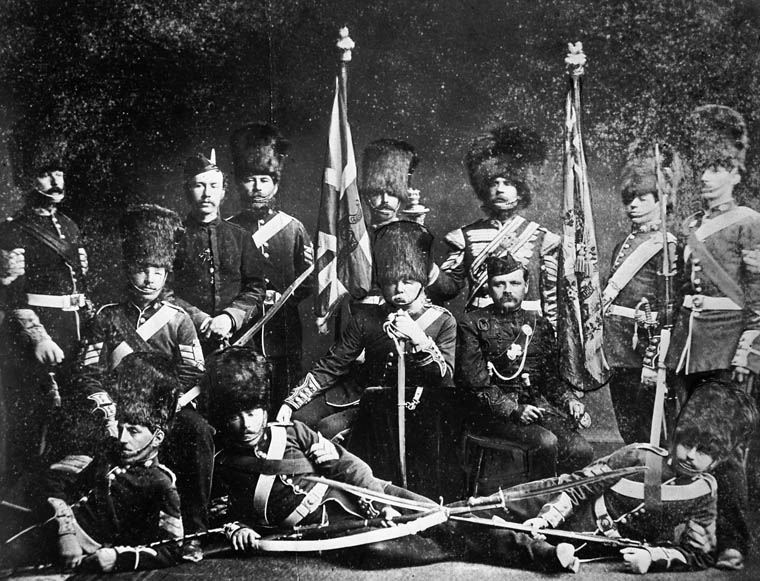
Gardes du gouverneur général.

- 18 janvier : élection générale ontarienne de 1875. Le parti libéral d'Oliver Mowat remporte une seconde majorité.

- 10 avril : établissement de Fort Calgary (en).

- 11 mai : Philip Carteret Hill devient Premier ministre de Nouvelle-Écosse.

- 7 juillet : élection générale québécoise de 1875. Charles-Eugène Boucher de Boucherville (conservateur) est réélu premier ministre au Québec.

- Septembre : signature du Traité 5 entre la reine et les Saulteaux et les Cris du centre du Manitoba.

### Justice
- Janvier : Louis Riel est amnistié à condition d'être banni pour 5 ans.
- 27 janvier : affaire Louis Mailloux.
- 8 avril : création de la cour suprême du Canada. William Buell Richards en est le premier juge en chef.
- 2 septembre : l'Affaire Guibord prend fin.

### Sport
- 3 mars : première partie de hockey à l'intérieur au Victoria Skating Rink de Montréal.

### Économie
- 1er juin : début de la construction du chemin de fer Canadien Pacifique.
- Fondation de la Banque impériale du Canada. C'est une des deux banques qui fusionnèrent pour former la Banque Canadienne Impériale de Commerce.

### Science
- Jennie Kidd Trout devient la première femme à pratiquer légalement la médecine au Canada.
- Ouverture de l'hôpital pour enfants malades de Toronto.
- Expédition de George Nares dans l'Arctique à l'île d'Ellesmere. Échec pour rejoindre le Pôle Nord.
- Extinction de l'espèce Eider du Labrador ou canard du Labrador.

### Culture

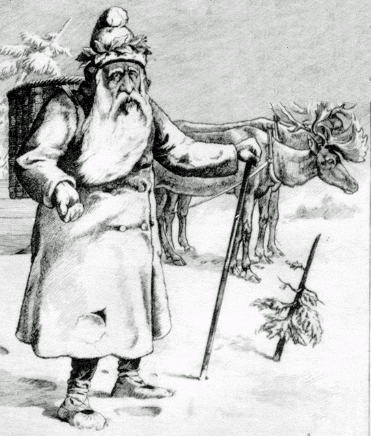
Représentation du Père Noël dans le Canadian illustrated news

- Les vengeances de Pamphile Le May.
- Jeanne la fileuse de Honoré Beaugrand.

### Religion
- 19 novembre : Bienheureux Louis-Zéphirin Moreau est nommé évêque au Diocèse de Saint-Hyacinthe.
- Implémentation de l'organisme juif B'nai B'rith.
- Fondation du Séminaire de Sherbrooke au Québec.
- Établissement du Carmel de Montréal.

## Naissances
- 12 juin, Sam De Grasse, acteur.
- 16 juin, Herman Johannsen, skieur de fond surnommé Jack Rabbit.
- 2 août, Albert Hickman (en), premier ministre de Terre Neuve.
- 21 août, Winnifred Eaton (en), auteur.
- 22 août, François Blais, homme politique fédéral provenant du Québec.
- 26 août, John Buchan, gouverneur général.
- 6 septembre, Edith Berkeley (en), biologiste.
- 5 octobre, Anne-Marie Huguenin, journaliste.
- 18 octobre, Aristide Blais, médecin et sénateur.
- 5 décembre, Arthur Currie, général lors de la Première Guerre mondiale.

## Décès
- 1er mars : Henry Kellett, officier de la marine.
- 22 juin : William Edmond Logan, géologue (° 1798).
- 21 août : George Coles (en), premier ministre de l'Île-du-Prince-Édouard.
- 24 août : Louis-Michel Darveau, journaliste et critique littéraire.
- 31 août : Alexander Bertram, chef popmpier.
- 14 décembre : Marie-Anne Gaboury, grand-mère de Louis Riel.